# Régine Lacroix-Neuberth
Régine Lacroix-Neuberth (née Lacroix à Montpellier 2 novembre 1912 et morte à Castelnau-le-Lez le 18 août 2010) est une comédienne qui s'est consacrée à des recherches sur la mise en scène au théâtre et sur les mécanismes de la parole. Elle est à l'origine de l'élaboration de la technesthésie, technique sensorielle et motrice du langage écrit et parlé.

## Biographie
Régine Lacroix-Neuberth a grandi et vécu à Montpellier.

## Publications
- Le Jeu qui fait loi, reconstitution du jeu traditionnel de l'Oie, Montpellier, CERPC, 1963.
- Le Théâtricule et le Caleçon d'écailles, Montpellier, CERPC, 1966.
- Technesthésie, illusion, réalité, Castelnau-le-Lez, CERPC, 1979.
- (avec Christian Roche e.a.) Pour un art de l'Homme, pérégrinations des chercheurs amateurs, =Castelnau-le-Lez, CERPC, 1998.
- À la crypte du crâne, le trésor de perfection, Montpellier, CERPC, 2000.